# 王承肇
王承肇，五代十国人物，前蜀将领，是王宗侃的第三个儿子。
王承肇生在雅州，小字獦獠儿，王宗侃娶妻崔氏，梦见一个人自称周公山神，牵着五色兽，后来生下王承肇。几年后，有异人崔和尚见到王承肇，说自己住的周公山佳气减半，此子是麒麟之精，必为王者之瑞。后官至武定軍節度使，加太尉。925年，王承肇率洋、蓬、壁三州投降了后唐。后唐任命他为行军司马。